# Prima Porta

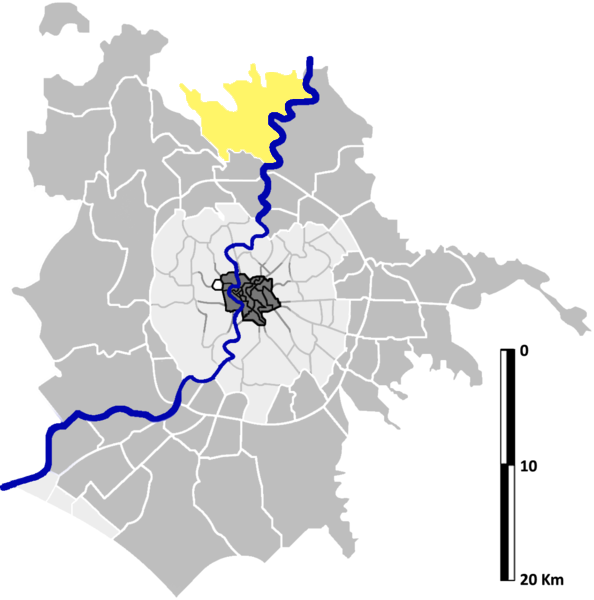
Localisation de Prima Porta sur la carte administrative de Rome.

Prima Porta est une zona di Roma (zone de Rome) située au nord de Rome dans l'Agro Romano en Italie. Elle est désignée dans la nomenclature administrative par Z.LVIII et fait partie du municipio XV (anciennement Municipio XX). Sa population est de 14 110 habitants répartis sur une superficie de 52,69 km2.
Il forme également une « zone urbanistique » désigné par le code 20.l, qui compte en 2010 : 2 986 habitants.

## Lieux particuliers
- La villa Livia
- L'église Santi Urbano e Lorenzo
- La chapelle Casale di Malborghetto (XVIIIe siècle)
- L'église Santi Elisabetta e Zaccaria
- Le cimetière Flaminio, le plus grand cimetière d'Italie
- Le parc naturel régional de Véies